# Eratoneura gemoides
Eratoneura gemoides är en insektsart som först beskrevs av Ross 1953.  Eratoneura gemoides ingår i släktet Eratoneura och familjen dvärgstritar. Inga underarter finns listade i Catalogue of Life.